# Laura Vicuña
Laura Vicuña Pino é uma beata da Igreja Católica chilena.

## Biografia

### Nascimento e fuga do Chile
Laura Vicuña foi a primeira filha do matrimônio de José Domingo Vicuña e Mercedes del Pino. Seu pai era militar e pertencia a uma família da alta sociedade chilena; sua mãe, por sua vez, vinha de um estrato social mais baixo, motivo de não ter sido de pleno agrado da família de seu esposo.
No fim do século XIX, o Chile se encontrava em uma Guerra Civil e de Sucessão. Em um dos lados na disputa se achava Cláudio Vicuña, um parente distante de José Domingo, a quem queriam fazer o sucessor do presidente José Manuel Balmaceda. Vicuña não aceitou o cargo e iniciou-se uma perseguição a toda a família Vicuña, obrigando os membros da mesma a buscar rotas ao exílio do país.
Em 1894, logo após o nascimento da segunda filha do casal, Júlia Amanda, José Domingo faleceu, deixando a sua esposa e filhas sem fundos, sem um futuro claro ou horizontes que pudessem seguir, além do risco decorrente de carregar o sobrenome Vicuña. Como uma medida desesperada, as três decidem ir à Argentina para esconder-se por um tempo, enquanto os conflitos no Chile continuassem.

### Primeiros anos na Argentina
Mercedes e suas filhas se estabeleceram nas proximidades de Neuquén, na Argentina. No princípio, procurou trabalho para bancar os estudos das meninas, chegando à estância de Quilquihué, de propriedade de Manuel Mora. Este não tardaria a aproximar-se da mãe de Laura, pressionando-a para que o atendesse como uma esposa de forma a que ele bancasse os estudos de suas filhas e que as três pudessem permanecer na estância.
É assim que Laura ingressa no colégio Las Hijas de María Auxiliadora, pertencente à Congregação Salesiana, onde foi instruída tanto cultural como religiosamente.

### Vocação cristã

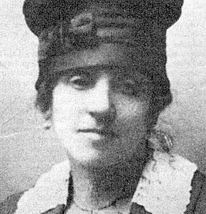
Mercedes Pino, mãe de Laura.

Laura realizou sua primeira comunhão em 2 de junho de 1901, onde manifesta sua vocação de amor a Deus e expressa sua vontade de servi-lo, demonstrando-se inclusive disposta a entregar sua vida em vez de pecar. Ofereceu a Jesus e Maria Santíssima a sua vida pela conversão de sua família. Devido a sua profunda conexão com Deus, muitas companheiras pensavam que Laura se acreditava superior a elas, uma vez que passava recreios completos rezando na capela do colégio. Apesar de sua pouca idade, já possuía uma grande maturidade, a qual permitiu conhecer os problemas de sua mãe e notar o quão distante se encontrava de Deus. Isto a motivou a rezar todos os dias pela conversão de sua mãe e para que abandonasse Manuel Mora.
Mercedes Vera (ou também Merceditas) foi sua melhor amiga nos anos de estudo, tendo acompanhado-a não somente nos estudos, mas também em sua devoção espiritual; é com ela que comparte os desejos que nutre em seu coração, e junto a ela fez-se filha de Maria para assemelhar-se em virtudes com a mãe de Jesus.
Durante uma de suas férias escolares, Laura sofreu dois violentos ataques por parte de Manuel, que buscava dobrar sua vontade. Como não alcançou seu objetivo, Manuel se negou a seguir custeando os gastos dos estudos das meninas. Imediatamente, o colégio resolveu o problema e permitiu que Laura seguisse estudando. Apesar disto, Laura sentia que a situação de sua mãe não havia melhorado, sentindo que não havia feito nada para ajudá-la.

Um dia, Laura opta por entregar sua vida em troca da salvação de sua mãe. Este pedido foi escutado e, em poucos meses, caiu enferma, piorando sua saúde conforme avançava sua enfermidade. Em uma visita com sua mãe, Manuel Mora a agride, deixando-a ferida em sua cama. Antes de morrer, Laura pede a sua mãe:
| “ | Morro; eu mesma o pedi a Jesus. Faz dois anos que ofereci minha vida por ti, para pedir a graça de sua conversão, mamãe. Antes de morrer, terei a sorte de ver-te arrependida? | ” |

Mercedes, com os olhos marejados, lhe responde: "Te juro que farei o que me pedes. Deus é testemunha de minha promessa." Finalmente, Laura sorri e diz a sua mãe:"Graças, Jesus! Graças, María! Adeus, mamãe! Agora morro contente!" Assim morreu Laura Vicuña Pino, entregando sua vida para a conversão de sua mãe.
Após a morte de Laura, sua mãe se escondeu durante algum tempo na Argentina antes de mudar-se a Temuco. Em 1906, retornou à cidade de Junín de los Andes, onde sua segunda filha, Amanda, se casou com Horácio Jones com a idade de 12 anos. Com o matrimônio de sua filha, muda-se a Freire, onde se casou na igreja e no civil com Malitón Parra, homem trabalhador e justo. Mercedes morreu em 17 de setembro de 1929.
Manuel Mora foi assassinado em uma rixa durante uma corrida de cavalos, entre 1906 e 1907.

## Devoção

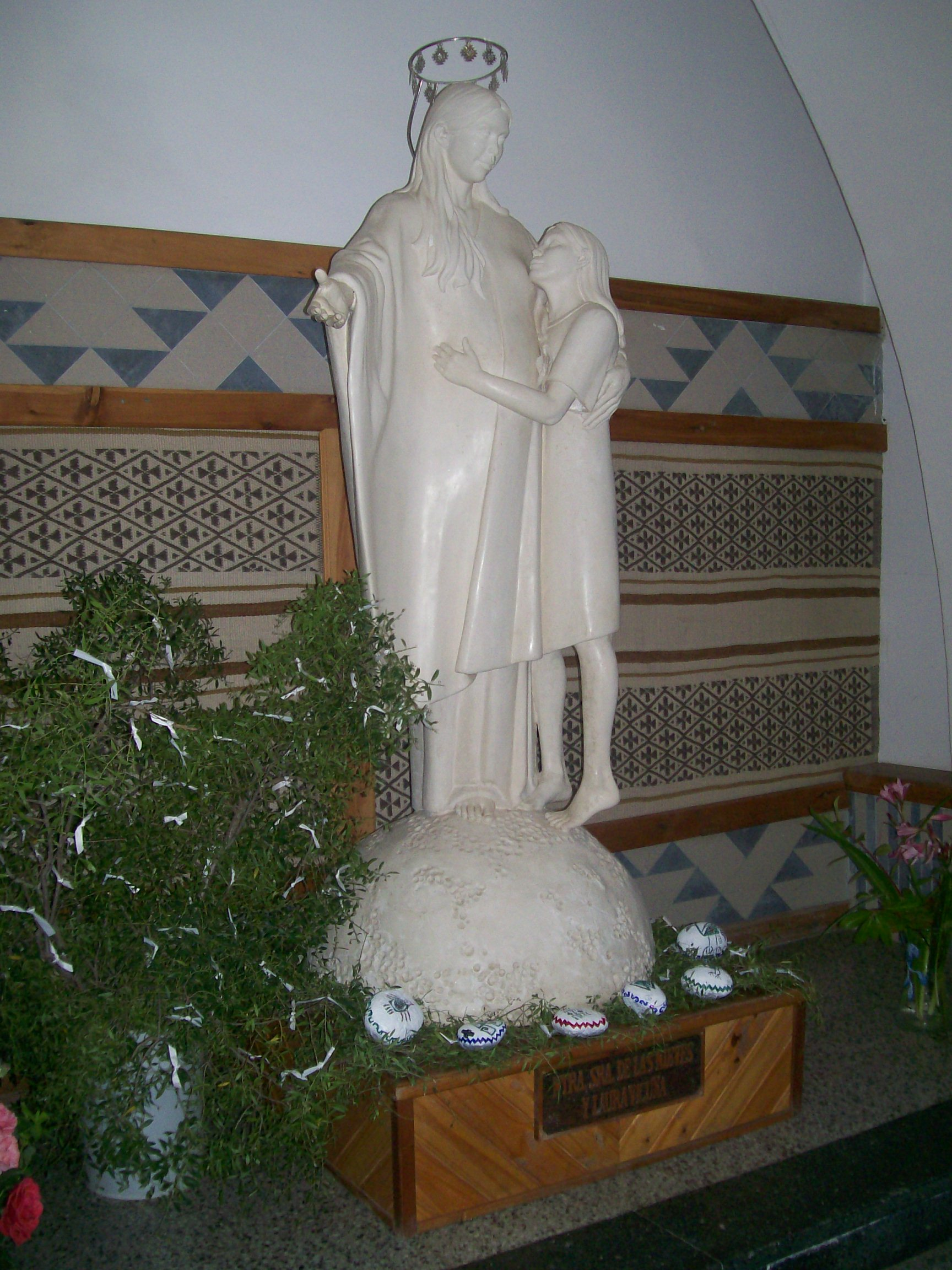
Estátua de Laura Vicuña com Nossa Senhora das Neves na igreja de Junín de los Andes.

Seus restos, desde 1937 e até 1958, descansaram no cemitério de Neuquén, tendo sido transladados para a Bahía Blanca, onde se encontram atualmente.

### Venerável
Uma vez ocorrida sua morte, a congregação salesiana começou seu processo de canonização na década de 1950. A mesma congregação encomendou a tarefa à Madre Célia Genghini, que passou vários anos coletando informação sobre sua vida e obra. Um impulso para a congregação foi a beatificação de Domingos Sávio (5 de março de 1950) e a canonização de Maria Goretti (24 de junho de 1950). Foi assim que na cidade de Viedma, província de Rio Negro, inicia-se o processo de beatificação de Laura Vicuña. Célia Genghini não chegou a ver sua obra realizada, pois morreu nesse mesmo ano.
Destarte, Laura não podia ser considerada mártir, e sua pouca idade não lhe dava muitas esperanças para a beatificação. De qualquer maneira, em março de 1981, este último requisito foi alcançado pela Congregação Plenária no Dicastério Romano. Com o decreto de 18 de março de 1982, a Congregação para a Causa dos Santos introduz a causa de Laura Vicuña.
Em 5 de junho de 1986, com o Decreto de Virtudes Heróicas, Laura Vicuña Pino foi declarada Venerável.

### Beata
Seu processo de beatificação foi impulsionado pelo milagre que realizou à religiosa pertencente à ordem de Maria Imaculada, Ofélia del Carmen Lobos Arellano. Esta religiosa esteve sofrendo de problemas pulmonares, e sua saúde se encontrava bastante delicada. Em agosto de 1955, foi desenganada pelos médicos, que a enviaram a seu convento para “morrer em casa". De imediato, pôs-se a rezar com fé a Laura Vicuña e melhorou de forma notória, recuperando a saúde e parte dos pulmões que se achavam irrecuperáveis. Na pesquisa científica da Congregação pela Causa dos Santos, foi catalogada como "5 por 5, recuperação inexplicável mediante a ciência".
Com o milagre já cumprido, em 3 de setembro de 1988 foi beatificada pelo Papa João Paulo II, em meio às celebrações pelos cem anos da morte de São João Bosco.

### Santuário
Aos pés do Cerro Renca e ocupando 30 hectares, na cidade de Santiago, encontra-se localizado o Santuário de Laura Vicuña, que possui uma capela com capacidade de cem pessoas, salas para encontros católicos e uma ampla área para reuniões de grupos dispostos a orar com Laura Vicuña.
Em 9 de dezembro de 1999, na cidade de Junín de los Andes, inaugurou-se um templo que foi restaurado e dedicado à memória de Laura Vicuña, sendo bancado pelas alunas do Colégio Maria Auxiliadora. A primeira Eucaristia foi celebrada pelo Bispo de Neuquén, Mons. Agustín Radrizzani
Na cidade de Uruguaiana, Rio Grande do Sul - Brasil, existe o Instituto Laura Vicuña, fundado em 15 de fevereiro de 1962. 
Na cidade de Porto Velho, Rondônia - Brasil, existe desde o ano de 1969, o Instituto Laura Vicuña. Essa escola, é considerada uma das mais respeitadas escola salesiana da região amazônica do Brasil.

## Filme
Em 1993, houve a produção filme Laura, un Gran Amor, dirigido por Giuseppe Rolando, e que narra a vida de Laura Vicuña e seus padecimentos antes de alcançar a conversão de sua mãe.